# 鳥取県道・岡山県道114号大山上福田線
鳥取県道・岡山県道114号大山上福田線（とっとりけんどう・おかやまけんどう114ごう だいせんかみふくだせん）は、鳥取県日野郡江府町から岡山県真庭市に至る一般県道である。

## 概要
鳥取県日野郡江府町大字御机から岡山県真庭市蒜山上福田に至る。
岡山県の蒜山高原から大山に向かって延びるワインディングロードで、1970年（昭和45年）7月1日に蒜山大山スカイライン（ひるぜんだいせんスカイライン）として開通した有料道路であったが、1993年（平成5年）7月1日に無料開放された。冬季は積雪のため閉鎖される。
- 起点：鳥取県日野郡江府町大字御机（鳥取県道45号倉吉江府溝口線交点）
- 終点：岡山県真庭市蒜山上福田（国道482号交点）
- 総延長：10.3 km

## 歴史
- 1970年（昭和45年）7月1日 - 蒜山大山スカイライン（ひるぜんだいせんスカイライン）開通した[1]
- 1993年（平成5年）7月1日 - 蒜山大山スカイライン無料開放[2]。

## 路線状況
本県道は、蒜山大山スカイラインに関係する区間（鳥取県日野郡江府町大字御机の県道倉吉江府溝口線との交差点から岡山県真庭市蒜山上福田の真庭市道との交差点の区間）に限り、
- 県道境美保関線（島根県松江市美保関町美保関から鳥取県境港市明治町の区間。ただし、不通区間を除く）
- 国道431号（境水道大橋を含む島根県松江市美保関町森山から鳥取県米子市流通町の米子自動車道・米子ICとの交差点の区間）
- 国道9号（鳥取県米子市流通町の米子自動車道・米子ICとの交差点から同県米子市尾高の山陰自動車道・米子東ICとの交差点の区間の側道）
- 県道淀江岸本線（鳥取県米子市尾高の山陰自動車道・米子東ICとの交差点から同県米子市尾高の県道米子大山線（大山入口交差点）との交差点の区間）
- 県道大山口停車場大山線（鳥取県西伯郡大山町大山の県道米子大山線（大山道路）および県道赤碕大山線との交差点から同県西伯郡伯耆町大内の県道倉吉江府溝口線との交差点の区間。県道大山寺岸本線との重複区間を含む）
- 県道倉吉江府溝口線（鳥取県西伯郡伯耆町大内の県道大山口停車場大山線との交差点から鳥取県日野郡江府町大字御机の本県道との交差点の区間）
- 真庭市道（岡山県真庭市蒜山上福田（蒜山大山スカイライン）との交差点から同県真庭市上蒜山徳田の米子自動車道・蒜山ICおよび国道482号との交差点の区間）

とともに、大山パークウェイの一部を構成し、同パークウェイは、美保関灯台と米子空港や蒜山地域（米子自動車道・蒜山ICを含む）を広域的に結ぶ役割を果たしている。

### 重複区間
- 岡山県道702号八束川上自転車道線（岡山県真庭市蒜山上福田）

### 道路施設
- 鳥取県
  - 鬼面台休憩所（日野郡江府町大字御机）

360度のパノラマが広がる展望台。駐車場のほか、敷地内に売店とトイレがある。

## 地理
のどかな牧草地やブナの原生林を抜けていき、緩やかなアップダウンとコーナーが繰り返されながら大山中腹に向かって上っていく。鳥取・岡山県境にある鬼面台（きめんだい）に展望休憩所があり、大山の荒々しい岩肌がむき出す南斜面と、ゆるやかにうねる蒜山高原の山並みが一望できる。鬼面台から県境の尾根沿いに道路が北に延びたところある見返峠では、岩肌が並び立つ烏ヶ山と大山を展望できる。

### 通過する自治体
- 鳥取県
  - 日野郡江府町
- 岡山県
  - 真庭市
- 鳥取県
  - 日野郡江府町
- 岡山県
  - 真庭市
- 鳥取県
  - 日野郡江府町
- 岡山県
  - 真庭市

### 交差する道路
| 交差する道路                                                         | 都道府県名 | 市町村名 | 市町村名 | 交差する場所 | 交差する場所 |
| -------------------------------------------------------------------- | ---------- | -------- | -------- | ------------ | ------------ |
| 鳥取県道45号倉吉江府溝口線                                           | 鳥取県     | 日野郡   | 江府町   | 御机         | 起点         |
| 岡山県道702号八束川上自転車道線 重複区間起点                         | 岡山県     | 真庭市   | 真庭市   | 蒜山上福田   |              |
| 岡山県道422号蒜山高原線 岡山県道702号八束川上自転車道線 重複区間終点 | 岡山県     | 真庭市   | 真庭市   | 蒜山上福田   |              |
| 国道482号 岡山県道702号八束川上自転車道線                            | 岡山県     | 真庭市   | 真庭市   | 蒜山上福田   | 終点         |

### 沿線
- 大山
- 蒜山
- 道の駅風の家（終点付近）
- E73 米子自動車道
  - 3 蒜山IC（終点付近）
  - 蒜山高原SA（終点付近）

### 峠
- 鳥取県
  - 見返峠（日野郡江府町 - 岡山県真庭市）